# Blás Riveros
Pour les articles homonymes, voir Riveros.
Blas Miguel Riveros Galeano, abrégé Blas Riveros, né le 3 février 1998 à Itauguá au Paraguay, est un footballeur international paraguayen qui évolue au poste d'arrière gauche au Cerro Porteño.

## Carrière

### En club
Né à Itauguá au Paraguay, Blás Riveros est formé par le Club Olimpia, où il commence sa carrière professionnelle.
Riveros signe au FC Bâle pour cinq années lors de l'été 2016. Il joue son premier match au mois de septembre, en coupe de Suisse.
Le 5 octobre 2020, Blás Riveros s'engage avec le Brøndby IF. Il est victime d'une grave blessure dès le mois de novembre suivant, une rupture du ligament croisé du genou gauche, qui met dès lors fin à sa saison. Son retour à la compétition est prévu pour l'automne 2021.
Le 31 août 2023, Blás Riveros rejoint l'Argentine en s'engageant en faveur du CA Talleres. Il signe un contrat courant jusqu'en décembre 2027.

### En sélection
Riveros participe à la Coupe du monde des moins de 17 ans 2015 avec le Paraguay. Lors du mondial junior organisé au Chili, il joue trois matchs : contre la Syrie, la France, et la Nouvelle-Zélande.
Il joue son premier match avec l'équipe du Paraguay le 28 mai 2016 lors d'un match amical contre le Mexique, quelques jours après avoir été convoqué pour disputer la Copa América.

## Statistiques
| Saison                | Club                  | Championnat           | Championnat | Championnat | Coupe(s) nationale(s) | Coupe(s) nationale(s) | Compétition(s) continentale(s) | Compétition(s) continentale(s) | Compétition(s) continentale(s) | Paraguay | Paraguay | Total | Total |
| Saison                | Club                  | Division              | M.          | B.          | M.                    | B.                    | Comp.                          | M.                             | B.                             | M.       | B.       | M.    | B.    |
| 2015                  | Club Olimpia          | División Profesional  | 9           | 0           | 0                     | 0                     | CS                             | 0                              | 0                              | -        | -        | 9     | 0     |
| 2016                  | Club Olimpia          | División Profesional  | 11          | 0           | 0                     | 0                     | CL                             | 3                              | 1                              | 1        | 0        | 15    | 1     |
| Sous-total            | Sous-total            | Sous-total            | 20          | 0           | 0                     | 0                     | -                              | 3                              | 1                              | 1        | 0        | 24    | 1     |
| 2016-2017             | FC Bâle               | Super League          | 8           | 0           | 2                     | 0                     | C1                             | 0                              | 0                              | -        | -        | 10    | 0     |
| Sous-total            | Sous-total            | Sous-total            | 8           | 0           | 2                     | 0                     | -                              | 0                              | 0                              | -        | -        | 10    | 0     |
| Total sur la carrière | Total sur la carrière | Total sur la carrière | 28          | 0           | 2                     | 0                     | -                              | 3                              | 1                              | 1        | 0        | 34    | 1     |

## Palmarès
Il remporte le tournoi de clôture du championnat du Paraguay en 2015 avec le Club Olimpia, puis le championnat de Suisse 2016-2017 avec le FC Bâle.